# Caferağa
Caferağa è una delle 21 mahalle del distretto di Kadıköy, nella parte asiatica di Istanbul.

## Geografia fisica
Caferağa, uno dei quartieri affacciati sul mare del distretto di Kadıköy, è circondato dal Mar di Marmara a sud, nord e ovest. Il quartiere, che si estende su una penisola chiamata anche Capo Moda, è conosciuto come quartiere di Moda piuttosto che con il proprio nome. A est del quartiere si trova il quartiere di Osmanağa.